# Devra G. Kleiman
Pour les articles homonymes, voir Kleiman.
Devra Gail Kleiman (15 novembre 1942 - 29 avril 2010) est une biologiste américaine qui a contribué à la création du domaine de la biologie de la conservation. Elle est connue pour son travail de conservation des espèces menacées, notamment le tamarin-lion doré du Brésil. Ses efforts pour utiliser les zoos afin de gérer la génétique d'espèces rares sont « l'une des plus grandes réussites de l'histoire des zoos modernes », selon Steven Monfort, directeur du Smithsonian Conservation Biology Institute. Elle est également connue pour ses efforts de reproduction des pandas au National Zoo.

## Biographie et carrière
Née dans le Bronx, Devra Kleiman fréquente l'université de Chicago, avec l'intention de faire de la médecine. Cependant, après avoir ramené un bébé dingo chez sa mère, dont il détruit le sous-sol, et après avoir travaillé sur un projet visant à apprivoiser les loups, elle change de matière principale pour se consacrer au comportement animal, et obtient son diplôme en 1964. Elle obtient un doctorat en zoologie de l'université de Londres en 1969 et rejoint le personnel du zoo national de Washington en 1972. En 1979, elle est nommée à la tête du département de la recherche zoologique et, en 1986, elle est nommée directrice adjointe de la recherche. Elle est également nommée membre du personnel de biologie de l'université du Maryland, où elle est professeure adjoint.

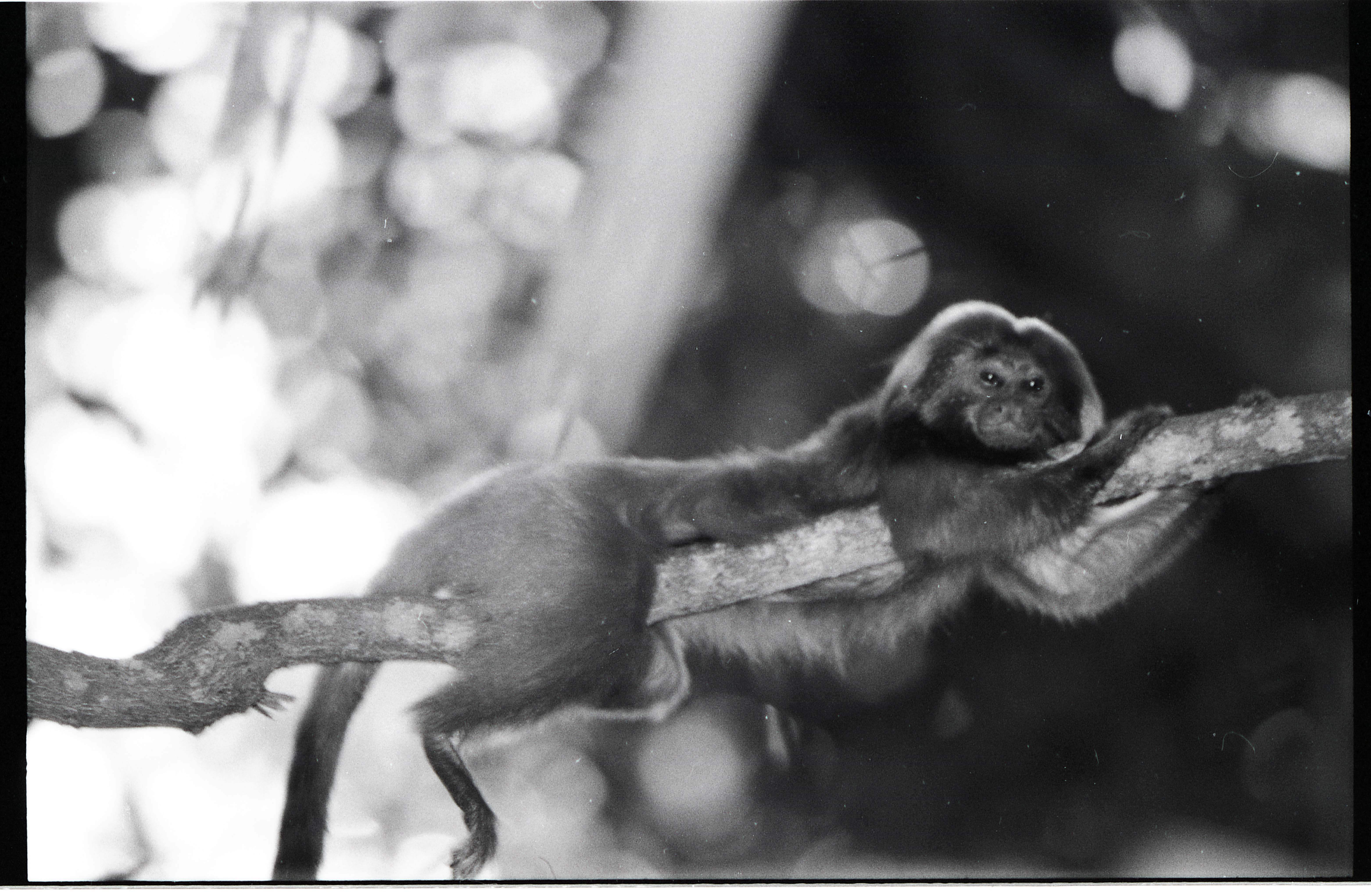
Tamarin lion doré, photographié par Devra Kleiman en 1997.

La plus grande réussite de Devra Kleiman est le tamarin-lion doré, un petit singe rouge-orange qui vit dans la forêt côtière du Brésil. Au début des années 1970, elle répond à un appel d'urgence du biologiste brésilien Adelmar Coimbra Filho, qui signale que la population de tamaris ne compte plus que quelques centaines d'individus dans la nature et seulement 75 en captivité. Kleiman travaille avec Filho pour convaincre plus d'une douzaine de zoos de s'engager dans un programme de prêt coopératif pour favoriser la reproduction. Elle utilise également des données génétiques pour tenter d'assurer une descendance plus forte. Kleiman et Filho travaille également à la préservation et à la restauration de vastes étendues d'habitat pour le tamarin. Au moment de la mort de Kleiman, on compte environ 1 600 tamarins-lions dorés à l'état sauvage et 500 dans les zoos du monde entier.
Devra Kleiman fait également progresser considérablement les connaissances scientifiques sur le panda. Lorsque le gouvernement chinois fait don d'un couple de pandas au zoo national en 1972, le public se montre très intéressé par leur reproduction. Cependant, les quatre premières grossesses échouent. Devra Kleiman dirige alors une grande équipe qui finit par découvrir que l'idée reçue sur les pandas, à savoir qu'il s'agit de créatures solitaires, est erronée. Après que le zoo ait modifié leurs conditions de vie pour permettre l'interaction et la socialisation, le couple de pandas suivant donne naissance à un bébé.
Les publications de Devra Kleiman comprennent Wild Mammals in Captivity et Lion Tamarins : Biology and Conservation.
Un prix d'avancement scientifique porte le nom de Devra Kleiman.
Elle décède d'un cancer à l'hôpital universitaire George Washington à Washington, D. C..

## Prix
- Le First Award Devra Kleiman Scientific Advancement Award est remis à titre posthume à Devra Kleiman en 2014 lors de la conférence annuelle de l'AZA à Orlando[4].